# Claes-Göran Hagström
Claes-Göran Hagström, född 14 april 1952 i Hunnebostrands församling i Göteborgs och Bohus län, är en svensk militär.
Hagström tog sjöofficersexamen vid Kungliga Sjökrigsskolan 1975. Han utnämndes till fänrik 1975 och kapten 1978 och hade de kommande åren diverse befattningar ombord på fartyg upp till och med fartygs- och divisionschef på minsvepare. Han gick Allmänna kursen vid Militärhögskolan 1981–1982, befordrades till örlogskapten 1983 och var chef för Min- och minröjningsdetaljen vid Marinstaben 1984–1986. Åren 1986–1988 gick han Högre kursen vid Militärhögskolan, varpå han 1988–1990 var fartygs- och divisionschef på minröjningsfartyg. Han var handläggare vid Inriktningssektionen på Försvarsstaben 1990–1993 och befordrades till kommendörkapten 1991. Därpå var han handläggare vid Beredskapssektionen i Marinstaben 1993–1994 och stabschef vid Andra minkrigsavdelningen 1995–1997, utnämnd till kommendörkapten med särskild tjänsteställning 1996. Han var chef för Stridsfartygssektionen i Sjöstridsavdelningen i Krigsförbandsledningen vid Högkvarteret 1998–2000.
Åren 2000–2003 var Hagström chef för Fjärde minkrigsflottiljen och befordrades till kommendör 2001. Under 2002 studerade han vid Institutet för högre totalförsvarsutbildning på Försvarshögskolan. Han var 2003–2004 chef för Ostkustens marinbas, tillika chef för Haninge garnison. Därefter var han 2005–2006 ställföreträdande chef för Marinavdelningen i Förbandsenheten (senare i Produktionsledningen) vid Högkvarteret och 2007–2009 chef för avdelningen. År 2009 erhöll han tjänsten som chef för Marine 5 i Marintaktiska stabsledningen i Insatsledningen vid Högkvarteret.
Claes-Göran Hagström invaldes 1998 som ledamot av Kungliga Örlogsmannasällskapet.